# Rubroscirus rarus
Rubroscirus rarus är en spindeldjursart som beskrevs av Den Heyer 1979. Rubroscirus rarus ingår i släktet Rubroscirus och familjen Cunaxidae. Inga underarter finns listade i Catalogue of Life.